# Oratio de hominis dignitate
Oratio de hominis dignitate ("discurso sobre la dignidad del hombre" o "la dignidad humana") es una obra filosófica escrita en latín en 1486 por el destacado humanista Giovanni Pico della Mirandola. Desde la primera edición de las obras completas de este autor se la denomina Oratio elegantissima, por oposición a otros de sus textos, llamados Epistolae elegantes.
Se compuso como preparación a la disputa que estaba previsto celebrarse en la Epifanía de 1487, y que no tuvo lugar por decisión del Papa Inocencio VIII, quien encargó a una comisión estudiar el libro de Pico. La comisión encontró alguna de sus tesis contrarias a la doctrina cristiana, y el autor compuso una Apologia o defensa que reproducía casi textualmente la segunda parte de la Oratio. La publicación completa de la Oratio se produjo con las obras completas (Opera Omnia) en 1496, dos años después de su muerte, a iniciativa de un pariente suyo, Gian Francesco Pico. La adición al título de la crucial referencia a la "dignidad humana" (de hominis dignitate) se hace en ediciones posteriores.
El texto se estructura en 900 tesis, enfocadas a demostrar la potencia del intelecto y situar al hombre en el centro del Universo: diseñan un antropocentrismo frente al teocentrismo de la filosofía medieval, lo que produjo cierta controversia. Ha sido calificado como "el manifiesto del Renacimiento".

Magnum, o Asclepi, miraculum est homo ("Gran milagro es el hombre, ¡oh, Asclepio!")
Cita de Hermes Trismegisto con la que comienza la Oratio Ioannis Pici Mirandulani Concordiae Contis.

## Contenido
Elogia grandemente la capacidad intelectiva y deductiva del ser humano. Concibe la inteligencia como libertad, un medio de formular conceptos para condicionar el futuro en lo bueno y lo malo. Es esa capacidad la que distingue a hombre de los demás seres vivientes y le hace superior a ellos. El conocimiento y la sabiduría usan el estudio y la filosofía como medio (optando aquí por el neoplatonismo agustiniano y no por el aristotelismo); solo así hombre y conocimiento serán la misma cosa, elevándose a un grado superior que le iguala con Dios y con los ángeles.

### Nacimiento del hombre y relación con la "Cadena del Ser"
Formulando un mito personal y utilizando el relato bíblico, Pico della Mirandola imagina a Dios en la creación del mundo (el Cosmos con todos sus elementos y géneros de criaturas vivientes). Sucesivamente el Creador formó la "Cadena del Ser" (o "de la Existencia") colmada de ángeles que, saliendo de grado en grado por su cualidad, se fueron conjugando, lo que dio origen a la raza humana. El hombre, valiéndose de su capacidad intelectiva, se hace artífice de su propio destino saliendo de la cadena mediante el estudio y la filosofía, o bien, por el contrario, pensando en cosas inútiles, deviene casi un vegetal ignorante.
Sobre esto se basa el concepto de "dignidad humana" o la calidad suprema que solo el hombre ha recibido de Dios; él puede cultivarla y hacerla crecer valiéndose solo del conocimiento de la filosofía. Sin embargo Pico admite que el camino se presenta difícil y arduo, como demuestra el hecho de que, a lo largo de los siglos, haya habido numerosas filosofías, todas diferentes porque precisamente están concebidas por la multiformidad del cerebro humano. Solo basándose en una verdadera filosofía, nacida de la unión de algunas de estas doctrinas, consideradas buenas e instructivas para el alma, podrá consentirse al individuo ascender por la "Cadena" hacia Dios.

La naturaleza encierra a otras especies dentro de unas leyes por mí establecidas. Pero tú, a quien nada limita, por tu propio arbitrio, entre cuyas manos yo te he entregado, te defines a ti mismo. Te coloqué en medio del mundo para que pudieras contemplar mejor lo que el mundo contiene. No te he hecho ni celeste, ni terrestre, ni mortal, ni inmortal, a fin de que tú mismo, libremente, a la manera de un buen pintor o un hábil escultor, remates tu propia forma.

## Difusión
La difusión de la obra fue particularmente importante en el humanismo español (Fernán Pérez de Oliva o Juan Luis Vives).

### Ediciones antiguas
- Opera omnia, 1506.
- Opera omnia Ioannis Pici Mirandulae ...: sunt autem haec quae ab hoc autore ... scripta sunt Heptaeus de Dei creatoris sex dierum opere Geneseos ..., Heinricum Petri, 1557.

### Ediciones actuales
- Discurso sobre la dignidad del hombre, UNAM, 2004, ISBN 9703207812
- Discurs sobre la dignitat de l'home, ed. y tr. Antoni Seva, Universitat de València, 2004, ISBN 9788437059112
- Oratio De hominis dignitate, testo latino a fronte, a cura di Eugenio Garin, Edizioni Studio Tesi, Pordenone 1994 IISBN 88-7692-403-5
- De la dignité de l'homme, tr. y ed. Yves Hersant, Éditions de l’éclat, 1993, ISBN 9782905372758}}.
- Oration on the Dignity of Man, Regnery Publishing, 2012, ISBN 9781596983014.
- Über die Würde des Menschen: (De dignitate hominis). Lat.-Dt. Norbert Baumgarten, August Buck; Meiner, F, 1990, ISBN 9783787309597
- Om menneskets værdighed, ed. Jørgen Juul Nielsen, Museum Tusculanum Press, 1989, ISBN 9788772890647
- Oratio De hominis dignitate ed. Pier Cesare Bori, Massimo Riva. Pico Project. Brown University y Universidad de Bolonia.